# Elytropappus
Elytropappus is een geslacht uit de composietenfamilie (Asteraceae). De soorten komen voor in de Kaapprovincie van Zuid-Afrika.

## Soorten
- Elytropappus aridus Koek.
- Elytropappus hispidus (L.f.) Druce
- Elytropappus monticola Koek.